# ハコイリムスメ!
『ハコイリムスメ!』は、2003年10月7日から12月9日まで、関西テレビ制作・フジテレビ系の「火曜22時枠」で放送されていたテレビドラマ。主演は飯島直子と深田恭子で、全10話が放映された。初回のみ22:10 - 23:14の10分拡大。ドラマスタート時は高尾山に2つの箱の中に娘が入っていたことにより、「箱入り娘」＝「ハコイリムスメ」となっている。

## あらすじ
高尾山の中腹にある「十一丁目茶屋」で2人の姉妹は育った。姉は、デザイナーを夢見て山を降りていった。4年周期に失恋をしては山に戻り、1週間するとまた東京に戻るの繰り返し。妹は、医学生の彼がいる短大生。彼には自分が山に住んでいるとなかなか言い出せない。やがて、34歳になって山にまた突然戻って来た姉は、今度は山に残って「茶屋」を継ぐと言う。妹は、ある日就職活動に訪れた会社で姉の友人に会い、姉が会社を辞めた理由を聞かされ、ショックを受ける・・・。

## キャスト
- 古森花 - 飯島直子
- 古森灯 - 深田恭子
- 高村徹郎 - 吉沢悠
- 小泉純平 - 玉山鉄二
- 田久保健 - 勝村政信
- 山田十郎太 - 古田新太
- 高村一成 - 袴田吉彦
- 西谷弘一 - 佐々木蔵之介
- キース・コーベット - マーク・コンドン
- 高村貴子 - 山口美也子
- 古森朝子 - 吉田日出子
- 古森吉太郎 - 地井武男

## スタッフ
- 脚本：中園ミホ
- 音楽：中西俊博
- 演出：木下高男、都築淳一
- 制作：共同テレビジョン

## 主題歌
- 主題歌：「My last fight」LOVE PSYCHEDELICO
- オープニング曲：「Portrait」Tasty Jam

## サブタイトル
| 第1話                                                      | 2003年10月7日  | 姉帰る!!嵐の予感               | 13.5% |
| 第2話                                                      | 2003年10月14日 | 涙の告白                       | 11.6% |
| 第3話                                                      | 2003年10月21日 | 姉の秘密                       | 10.6% |
| 第4話                                                      | 2003年10月28日 | 母親失格                       | 11.8% |
| 第5話                                                      | 2003年11月4日  | 元カレ                         | 12.2% |
| 第6話                                                      | 2003年11月11日 | 運命の夜                       | 10.8% |
| 第7話                                                      | 2003年11月18日 | 姉、壊れる!!                   | 10.1% |
| 第8話                                                      | 2003年11月25日 | 大失恋!!                       | 11.0% |
| 第9話                                                      | 2003年12月2日  | 見合い作戦                     | 11.3% |
| 最終話                                                     | 2003年12月9日  | 最後の姉妹バトル・波乱の結婚式 | 13.1% |
| 平均視聴率 11.6%（視聴率は関東地区・ビデオリサーチ社調べ） |                |                                |       |

- 初回は10分拡大して放送。